# 群馬大津駅
群馬大津駅（ぐんまおおつえき）は、群馬県吾妻郡長野原町大字長野原にある、東日本旅客鉄道（JR東日本）吾妻線の駅である。

## 歴史
- 1971年（昭和46年）3月7日：国鉄の駅として開設[1][2]。無人駅。
- 1987年（昭和62年）4月1日：国鉄分割民営化に伴い、JR東日本の駅となる[3]。
- 2014年（平成26年）10月1日：東京近郊区間に編入される[4]。

当駅開設時既に東海道本線（JR西日本・琵琶湖線）大津駅が開業していたため、県名の「群馬」が冠された。なお、本来の国鉄の慣例に従えば旧国名の「上野」が冠されるはずであるが、上野駅との混同を避けるため県名が使用されている。このような例は、他に吾妻線群馬原町駅、八高線群馬藤岡駅、信越本線群馬八幡駅、上越線群馬総社駅がある。

## 駅構造
単式ホーム1面1線を有する地上駅。ホーム上に待合室が設置されているが、駅舎はない。
長野原草津口駅管理の無人駅。

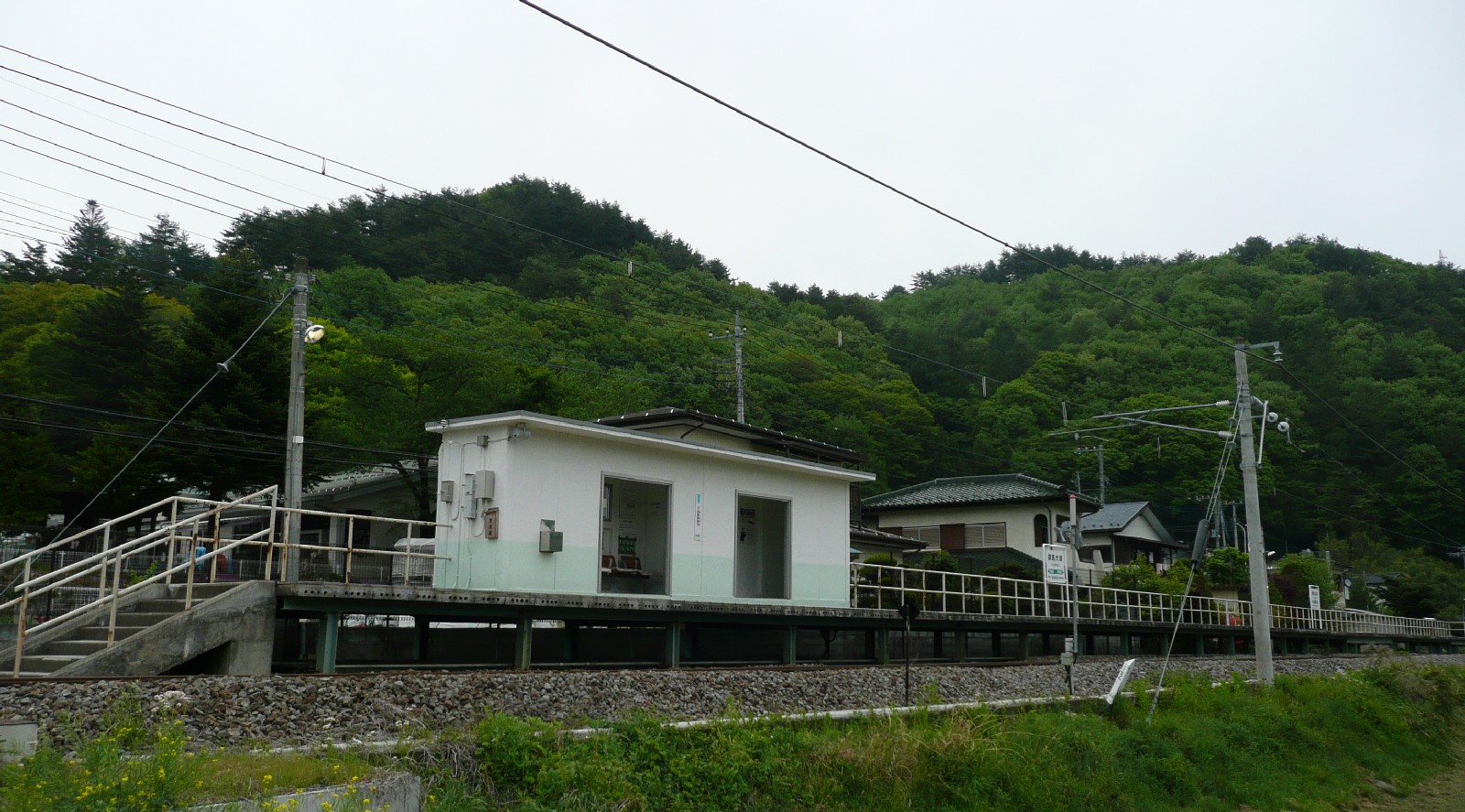
待合室改装前の駅全景（2009年5月）
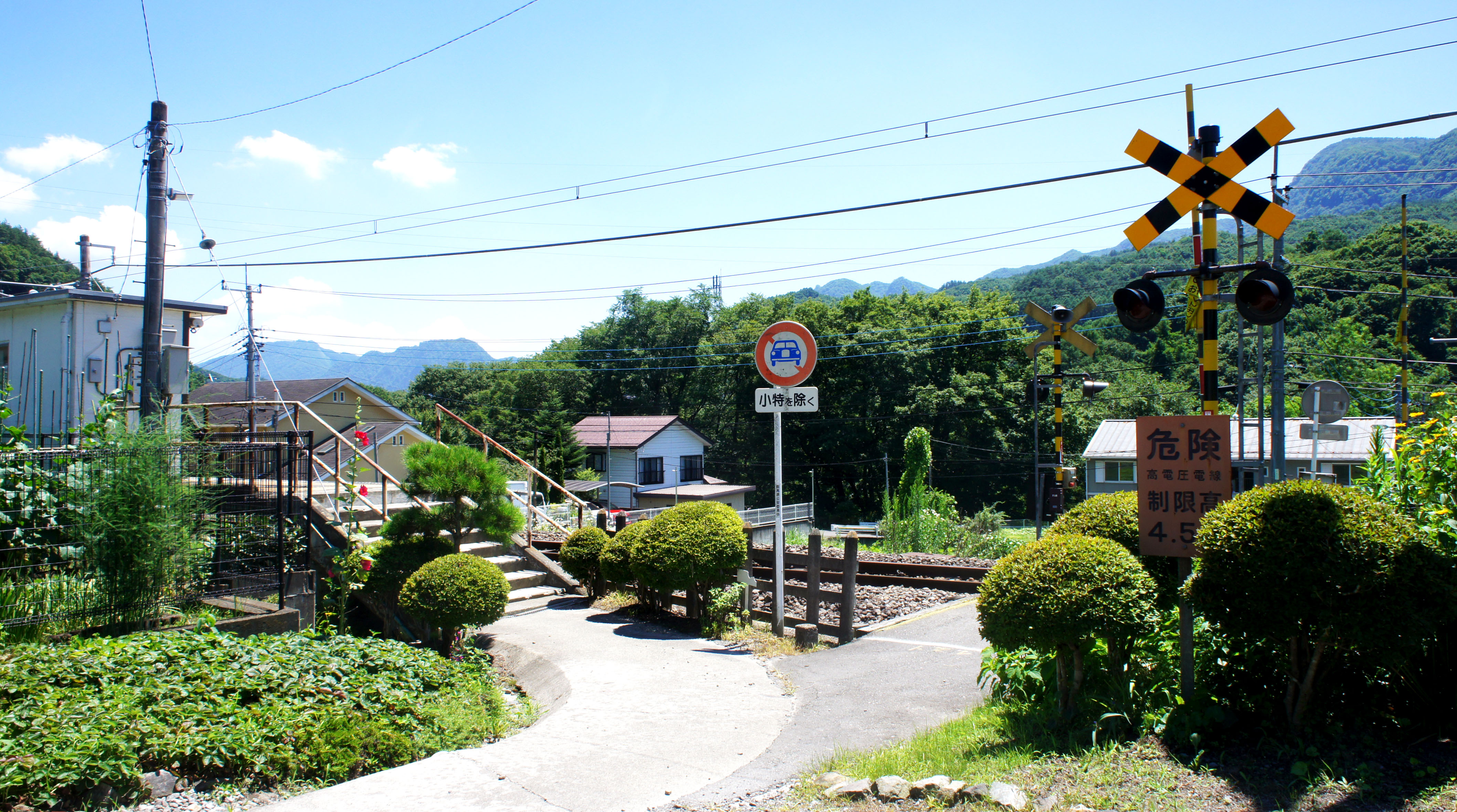
駅出入口（2021年7月）
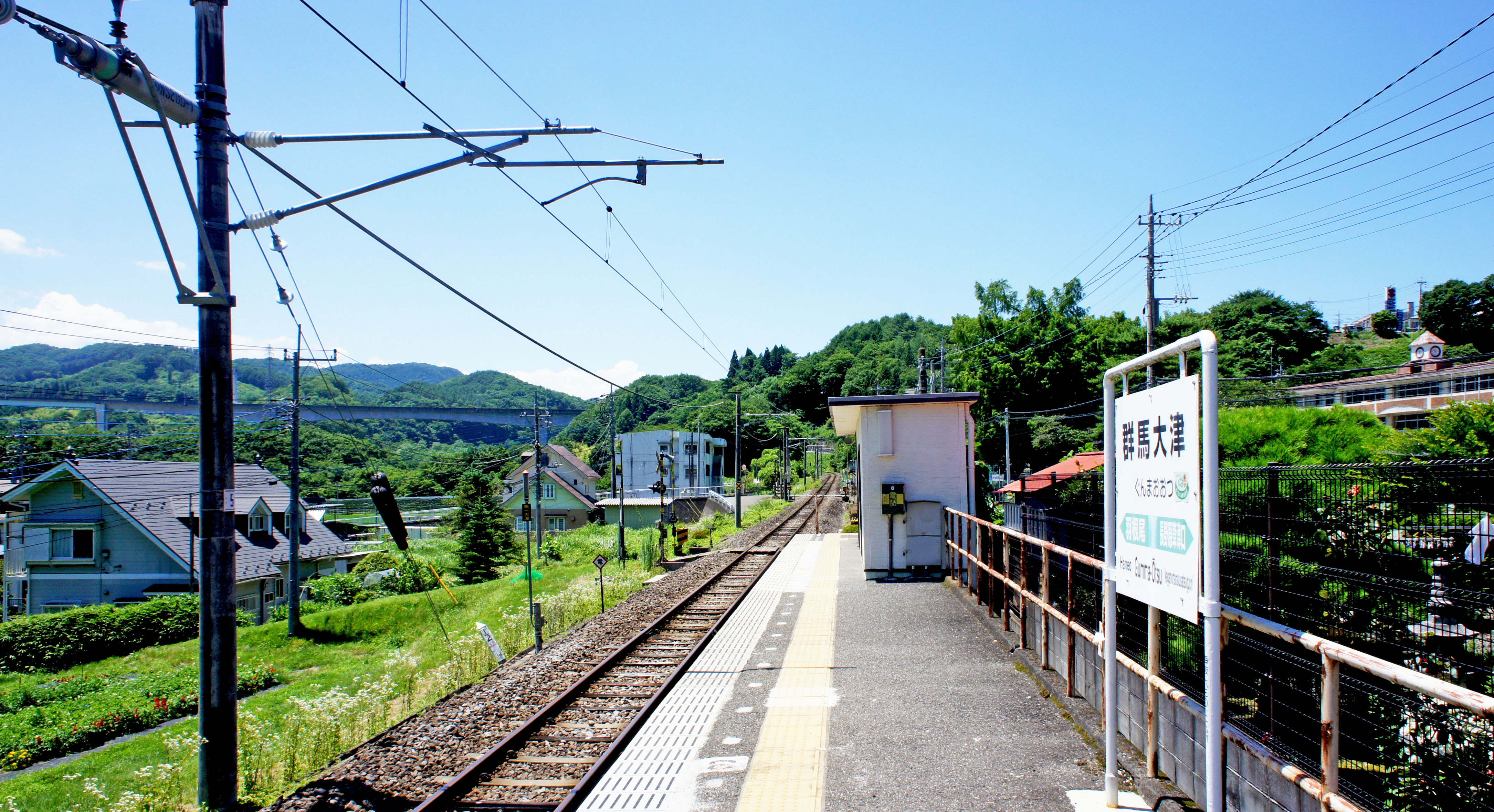
ホーム（2021年7月）

## 利用状況
群馬県統計年鑑によると、1日平均乗車人員は以下の通り。
| 年度   | 一日平均 乗車人員 |
| ------ | ----------------- |
| 2002年 | 52                |
| 2003年 | 52                |
| 2004年 | 58                |
| 2005年 | 57                |
| 2006年 | 49                |
| 2007年 | 67                |
| 2008年 | 72                |
| 2009年 | 84                |
| 2010年 | 90                |
| 2011年 | 86                |

## 駅周辺
大津地区は長野原町中心集落で、国道406号沿いに民家や商店が並ぶ。
- 長野原郵便局
- 長野原町立中央小学校[1]
- 群馬県警長野原警察署[1]
- 群馬県立長野原高等学校[1]
- 国道406号
- 大津ダム

## バス路線
最寄りのバス停留所は、国道406号上の「堂西」（どうにし）である。駅を出て右（長野原草津口方面）へ進んで坂を上り、国道406号交差点の左すぐの場所にある。いずれも長野原草津口駅発着だが、同駅と異なり列車とバスの接続は行わない。
- JRバス関東志賀草津高原線：草津温泉ゆき、長野原草津口駅ゆき（各停便のみ経由）
- 草軽交通：北軽井沢ゆき、長野原草津口駅ゆき（各停便）

## 隣の駅
東日本旅客鉄道（JR東日本）
■吾妻線
長野原草津口駅 - 群馬大津駅 - 羽根尾駅